# Pauls
Pauls o Paúls (oficialmente en catalán Paüls) es un municipio de Cataluña, España. Pertenece a la provincia de Tarragona y se halla localizado en la comarca del Bajo Ebro. Según datos de 2014 su población era de 596 habitantes. 
El nombre de Pauls proviene de la forma latina paludes que significa lagunas.

## Historia

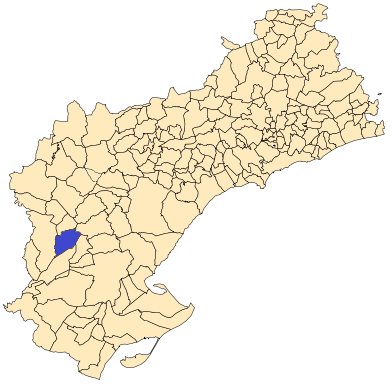
Situación en la provincia de Tarragona

La primera noticia documentada sobre el municipio es en un documento de 1168. se trata de la carta de donación realizada por el rey Alfonso I de Aragón del castillo de Pauls a Guerau de Riu y Pere de Santmartí y Ramón Queralt. El castillo les fue entregado con la condición de que se encargaran de la repoblación de la zona. En 1205 el señorío pasó a Drogo de Verdeyo y ya en el siglo XIII perteneció a la familia Despuig.
Pauls sufrió diversos ataques durante las guerras carlistas. En 1834 cerca de 300 soldados carlistas se fortificaron en el castillo hasta que fueron expulsados por las tropas liberales. En 1836 fueron los liberales quienes saquearon e incendiaron la villa.
La línea del frente durante la Batalla del Ebro se encontraba muy cercana a la población.

## Geografía humana

### Demografía
Cuenta con una población de 544 habitantes (INE 2024).
| Gráfica de evolución demográfica de Pauls entre 1842 y 2021 |
| |
| Población de derecho según los censos de población del INE Población de hecho según los censos de población del INEEn estos censos se denominaba Pauls: 1842, 1857, 1860, 1877, 1887, 1897, 1900, 1910, 1920, 1930, 1940, 1950, 1960, 1970 y 1981 |

### Economía
La principal actividad económica es la agricultura, destacando los cultivos de olivos, almendros y algarrobos. Tiene también especial importancia el cultivo de la cereza, de la cual celebran una feria a principios del mes de junio para su promoción.

## Cultura
En la parte alta se encuentran los restos del antiguo castillo del que sólo se conservan algunos trozos de muro. También se encuentra la antigua iglesia parroquial, dedicada a la Natividad de la Virgen. Es un edificio de estilo gótico con puerta adovelada y ventanas de medio punto.
Pauls celebra su fiesta mayor durante el mes de agosto. Y en junio la fiesta de la cereza.

### Carrera de San Roque
En el bosque de San Roque se corre todos los años una carrera atlética el día 16 de agosto patrocinada por el ayuntamiento, comercios y asociaciones locales con gran animación y afluencia de público.